# La La Land (sång)
"La La Land" är den andra singeln av den amerikanska skådespelaren, sångaren och låtskrivaren Demi Lovato från hennes första studioalbum Don't Forget. Sången är skriven av Lovato och Jonas Brothers.
The Malloys regisserade sångens musikvideo, som släpptes för att marknadsföra Lovato's Disney Channel situationskomediserie, Sonny with a Chance. Videon är en sarkastiskt blick på de många falska personligheterna i Hollywood.

## Musikvideo
Musikvideon, regisserad av The Malloys, hade premiär på Disney Channel den 19 december 2008 för att marknadsföra TV-serien Sonny with a Chance. Den börjar med Lovato som blir intervjuad i en fiktiv talkshow kallad Rumor Has It with Benny Beverly (Doug Brochu). Efter att ha introducerat henne för publiken så frågar Beverly Lovato hur det är att vara en kändis. En video visas sedan för publiken, vilket visar resten av musikvideon.
I Hollywood, medan Lovato sjunger sången, så går hon förbi en "Be-seen section," och får en "BFF for hire" flygblad som hon slänger iväg genast (möjligen en parodi på Paris Hilton's My New BFF serien). Hon går sedan in i en främling på gatan, och en paparazzi (Sterling Knight) tar en bild på dem. Hon är sedan på en gala med paparazzis som fotograferar Lovato som har på sig Conversesneakers med en klänning ("Who said I can't wear my Converse with my dress?"). Även Lovato's syster, Dallas dyker upp på röda mattan i videon. Lovato visas sedan vid en filmning för en reklam av henes parfym där hon bär en rosa peruk samtidigt som någon sminkar henne. Hon är uppenbarligen obekväm och vägrar så småningom att samarbeta, vilket gör regissören upprörd (Brandon Mychal Smith).
Videon fokuserar sedan slutigen på Rumor Has It igen, med applåder från publiken och Beverly som berömmer Lovato.
Den internationella versionen av videon innehåller inte intervjudelarna vid början och slutet.
Tiffany Thornton och Allisyn Ashley Arm gör också mindre roller i musikvideon.
I musikvideon så ändrades meningen "I still eat McDonald's" till "I Still eat at Ronalds", förmodligen för att undvika och bli stämd av McDonald's.

## Tracklista
UK iTunes Single
1. "La la Land"
2. "Behind Enemy Lines "

CD Single
1. "La La Land"
2. "This Is Me" (Live Version from Jonas Brothers: The 3D Concert Experience)

Digital Remix EP
1. "La La land"
2. "La La Land (WideBoys Full Club)"
3. "La La Land (Wideboys Radio Edit)"

## Topplistor
| Lista (2008-2009)                 | Topplacering |
| --------------------------------- | ------------ |
| Europa (European Hot 100)         | 91           |
| Irland (IRMA)                     | 30           |
| Spanien (PROMUSICAE)              | 65           |
| Storbritannien (UK Singles Chart) | 35           |
| Tyskland (Media Control Charts)   | 82           |
| USA (Billboard Hot 100)           | 52           |

## Utgivningshistorik
| Region  | Datum             | Format           |
| ------- | ----------------- | ---------------- |
| USA     | 16 december, 2008 | Digital download |
| Sverige | 10 april, 2009    | Digital download |